# Мушка (Румунія)
Мушка (рум. Mușca) — село у повіті Алба в Румунії. Входить до складу комуни Лупша.
Село розташоване на відстані 312 км на північний захід від Бухареста, 44 км на північний захід від Алба-Юлії, 57 км на південний захід від Клуж-Напоки.

## Населення
За даними перепису населення 2002 року у селі проживала 661 особа, усі — румуни. Усі жителі села рідною мовою назвали румунську.